# Moricone
Moricone és un comune (municipi) de la ciutat metropolitana de Roma, a la regió italiana del Laci, situat uns 35 km al nord-est de Roma. L'1 de gener de 2018 tenia 2.559 habitants.
Limita amb els municipis de Monteflavio, Montelibretti, Montorio Romano i Palombara Sabina.
Morricone és conegut pels seus productes frescos i pel seu oli d'oliva.